# Antoni Olmo i Ramírez
Antoni Olmo i Ramírez (Sabadell, 18 de gener de 1954) fou un destacat futbolista català dels anys 70 i 80. Va ser internacional amb la selecció espanyola.

## Biografia
Jugava a la posició de defensa lliure. L'any 1971 fitxà pel Barcelona Atlètic a tercera divisió. La temporada 1972-73 fou cedit al Calella CF retornant al Barça Atlètic la temporada següent. El 14 de maig de 1976 ingressà al primer equip del FC Barcelona on arribà a ser capità. Disputà 350 partits amb el club blau-grana marcant 8 gols. Va fer un gran tàndem defensiu amb Migueli. Va ser suplent a la final de la Recopa de 1982, que el Barça va guanyar a l'Standard de Lieja per 2-1 al Camp Nou.
L'arribada de Alexanko provocà que jugués menys partits i que amb només 30 anys decidís retirar-se del futbol per a dedicar-se als seus negocis i al treball a les divisions inferiors del club, l'any 1984.
Fou internacional juvenil i olímpic amb la selecció espanyola. Fou internacional absolut en 13 ocasions. Disputà el Mundial de l'Argentina 1978 on jugà dos partits contra Brasil i Suècia.

## Trajectòria esportiva
- Barcelona Atlètic: 1971-72
- FC Calella: 1972-73
- Barcelona Atlètic: 1973-76
- FC Barcelona: 1976-84

## Palmarès
- 2 Recopes d'Europa: 1978-79, 1981-82.
- 3 Copes espanyoles: 1978, 1981, 1983.
- 1 Copa de la Lliga: 1983.
- 1 Supercopa d'Espanya: 1983.